# 꽃바람
《꽃바람》은 1982년 1월 4일부터 1982년 6월 25일까지 방영된 KBS 2TV 일일 드라마(9시~10시대)이다.
이 드라마는 상처가 있을 듯한 여주인공들과 투쟁적이고 의지력이 센 남주인공과의 삼각관계와 더불어 주변 인물들을 내세워 극적 구성을 단단하게 하고, 주로 응접실이나 식탁에서 이루어지는 신들을 실내를 벗어나 야외 촬영으로 신선감을 줬다는 평을 받기도 했다.

## 등장 인물
- 백일섭
- 여운계
- 노주현
- 차화연
- 이경진
- 선우용녀
- 이기선
- 원미경
- 김세윤
- 허진
- 이현두
- 김종결